# Weert
Weert  (in limburghese: Wieërt) è un comune olandese di circa 51 000 abitanti (2024) situato nella provincia del Limburgo nei pressi del confine con il Belgio.
Il comune è composto da diversi centri abitati, i più popolosi sono: Weert, Stramproy, Altweerterheide, Tungelroy, Swartbroek e Laar.

## Geografia
Il centro abitato di Weert è attraversato dal Zuid-Willemsvaart, il canale che collega Maastricht e 's-Hertogenbosch.
La cittadina si trova sulla linea ferroviaria e sull'autostrada che collega Eindhoven e Roermond.

## Sport
È presente la squadra di pallacanestro Basketball Stars Weert, che disputa i propri incontri casalinghi presso lo Sporthal Boshoven. Nella stagione 1993-1994 vinse il FEB Eredivisie, massima serie del campionato olandese.